# Jaluit
Jaluit è un atollo dell'Oceano Pacifico.  Appartenente alle isole Ralik è amministrativamente una municipalità delle Isole Marshall.  Ha una superficie di 11.3 km², una laguna di 689,7 km² e 1.669 abitanti (1999).
Il 18 ottobre 1999, una superficie di 70100.00 ha è stata dichiarata area di conservazione naturale.

## Popolazione
| Popolazione |       |       |      |       |       |       |  |  |  |
| Anno        | 1958  | 1967  | 1973 | 1980  | 1988  | 1999  |  |  |  |
| Abitanti    | 1.098 | 1.113 | 925  | 1.450 | 1.709 | 1.669 |  |  |  |
|             |       |       |      |       |       |       |  |  |  |